# Nurek (Schiff)
Die ORP Nurek war ein 1936 gebautes Taucherboot der polnischen Marine. Am 1. September 1939 wurde das Schiff von der deutschen Luftwaffe versenkt.

## Bau und technische Daten
Bereits mit dem Aufbau hatte die neu gegründete polnische Marine nach dem Ersten Weltkrieg eine eigene Taucher-Einheit gegründet und für diese 1924 das 20-Meter-Motorboot Nurek abgestellt. Das Boot genügte bald nicht mehr den Anforderungen und die Marine suchte ab Anfang der 1930er Jahre nach Ersatz. Die Marineführung beschloss, ein auf ihre Bedürfnisse zugeschnittenes Schiff zu bauen. Die Konstruktion und der Bau des Schiffes fanden vollständig in Polen statt.
Das Schiff wurde in der zweiten Jahreshälfte 1935 auf der Marinewerft Stocznia Marynarki Wojennej in Gdynia auf Kiel gelegt und erhielt zunächst die interne Bezeichnung B6. Der Stapellauf fand am 2. Juli 1936 statt und das Schiff erhielt seinen endgültigen Namen Nurek – die polnische Bezeichnung für „Taucher“. Die Länge betrug 29,0 Meter, sie war 6,0 Meter breit, wies einen Tiefgang von 1,4 Metern auf und verdrängte 110 Tonnen. Der Antrieb bestand aus einem Vierzylinder-Ursus-Nohab-Dieselmotor, der 260 PS erzielte und auf eine Schraube wirkte. Damit erreichte die Nurek eine Höchstgeschwindigkeit von 10 Knoten, die Reichweite betrug 150 Seemeilen. Zur Besatzung zählten 19 bis 22 Offiziere und Mannschaften.
Für ihre Aufgabe als Taucherschiff erhielt die Nurek zusätzliche Ausrüstung: Das Schiff war mit einem Dekompressionsgerät aus polnischer Produktion, einer Taucherpumpe und einem Ladekran ausgestattet. Darüber hinaus verfügte es über eine Schleppeinrichtung, der ihren Einsatz als Hilfsschlepper gestattete.

## Geschichte
Die Übergabe der Werft an die Marine und die Indienststellung der Nurek fand am 1. November 1936 statt. Sie wurde im Marinehafen Gdynia-Oksywie stationiert und dem Kommandeur der Küstenverteidigung in Hel unterstellt. Sie übernahm nun die Aufgaben der ersten Nurek, die am 1. Dezember aus der Liste der Kriegsschiffe gestrichen wurde. Erster Kommandant des Schiffes wurde por. mar. Waclaw Lipkowski, der das Kommando bis 1938 behielt und dann von Wincenty Tomasiewicz abgelöst wurde.
In den folgenden drei Jahren übernahm die Nurek die unterschiedlichsten Aufgaben. In erster Linie fand auf ihr der praktische Teil der Taucherausbildung und das dauerhafte Training der Taucher statt. Darüber hinaus setzte die Marine sie mit den Marinetauchern mehrfach für Unterwasserarbeiten ein – dazu zählten zum Beispiel 1937/1939 Taucharbeiten im Hafen von Gdynia. Die Marinetaucher übernahmen 1936/1938 Arbeiten zur Unterwasserarchäologie im Rahmen der Forschungen zu Biskupin.
Zu Beginn des Zweiten Weltkrieges stand das Boot unter dem Kommando von chor. mar. Wincenty Tomasiewicz und lag im Kriegshafen Oksywie. Am ersten Tag des deutschen Überfalls auf Polen, griffen am 1. September 1939 gegen 14.00 Uhr Sturzkampfbomber vom Typ Ju 87 des Lehrgeschwaders 1 den Hafen an und versenkten dabei das alte Torpedoboot Mazur sowie die Nurek. 16 der 22 Besatzungsmitglieder an Bord, einschließlich des Kommandanten, wurden getötet. Das Schiff wurde dabei so stark zerstört, dass sich eine spätere Reparatur für die Deutschen nicht lohnte und sie das Schiff verschrotteten.